# Joan Lino Martínez
Joan Lino Martínez Armenteros  (La Habana, 17 de enero de 1978) es un exatleta español de origen cubano, medallista olímpico con la Selección de atletismo de España en los Juegos Olímpicos de Atenas, en la especialidad en la prueba de salto de longitud.
En los Juegos Olímpicos de Atenas 2004, que era la primera gran competición en la que representaba a España, obtuvo la medalla de bronce con una marca de 8,32 m por detrás de Dwight Phillips, oro, con un salto de 8,59 metros, y John Moffitt, medalla de plata, con 8,47 metros.

## Mayores logros
- 1997
  - Juegos Panamericanos de 1997 en La Habana
    - Medalla de oro
- 2004
  - Juegos Iberoamericanos de 2004 en Huelva 
    - Medalla de oro

  - Juegos Olímpicos de Atenas 2004
    - Medalla de bronce (8,32)
- 2005
  - Campeonato de Europa de atletismo en pista cubierta de 2005 en Madrid
    - Medalla de oro (8,37)

  - Campeonato Mundial de Atletismo de 2005 en Helsinki.
    - 4.º Clasificado (8,24)